# NK Rogaška
ND Rogaška är en slovensk fotbollsklubb från staden Rogaška Slatina. De spelar i den slovenska högstadivisionen, Prva slovenska nogometna liga.
Klubben grundades 1999 och spelar sina matcher på Stadion Športni Centre, som tar 1 000 åskådare vid fullsatt.

## Placering senaste säsonger
| Säsong    | Nivå | Liga      | Placering | Referens | Notering                  |
| --------- | ---- | --------- | --------- | -------- | ------------------------- |
| 2021/2022 | 2    | 2. liga   | 4         | [ 1 ]    |                           |
| 2022/2023 | 2    | 2. liga   | 1         | [ 2 ]    | Uppflyttad till Prva liga |
| 2023/2024 | 1    | Prva Liga | 8         |          |                           |

## Färger
| NK ROGAŠKA | NK ROGAŠKA |

### Trikåer
|  | (Hemmakit) | (Hemmakit) | (Hemmakit) | (Hemmakit) | (Hemmakit) |